# Cosmo Hamilton
Cosmo Hamilton (fram till 1898 Gibbs), född 29 april 1870, död 14 oktober 1942, var en brittisk författare. Han var bror till Arthur Gibbs och Philip Gibbs.
Cosmo Hamilton antog sin mors släktnamn 1898. Han skrev en lång rad romaner och pjäser med motiv ur den högre engelska borgarklassens liv, som blev mycket populära. De flesta finns i svensk översättning. People worth talking about (1934) ger skildringar ur engelskt litterärt liv.